# منطقة ترفيهية

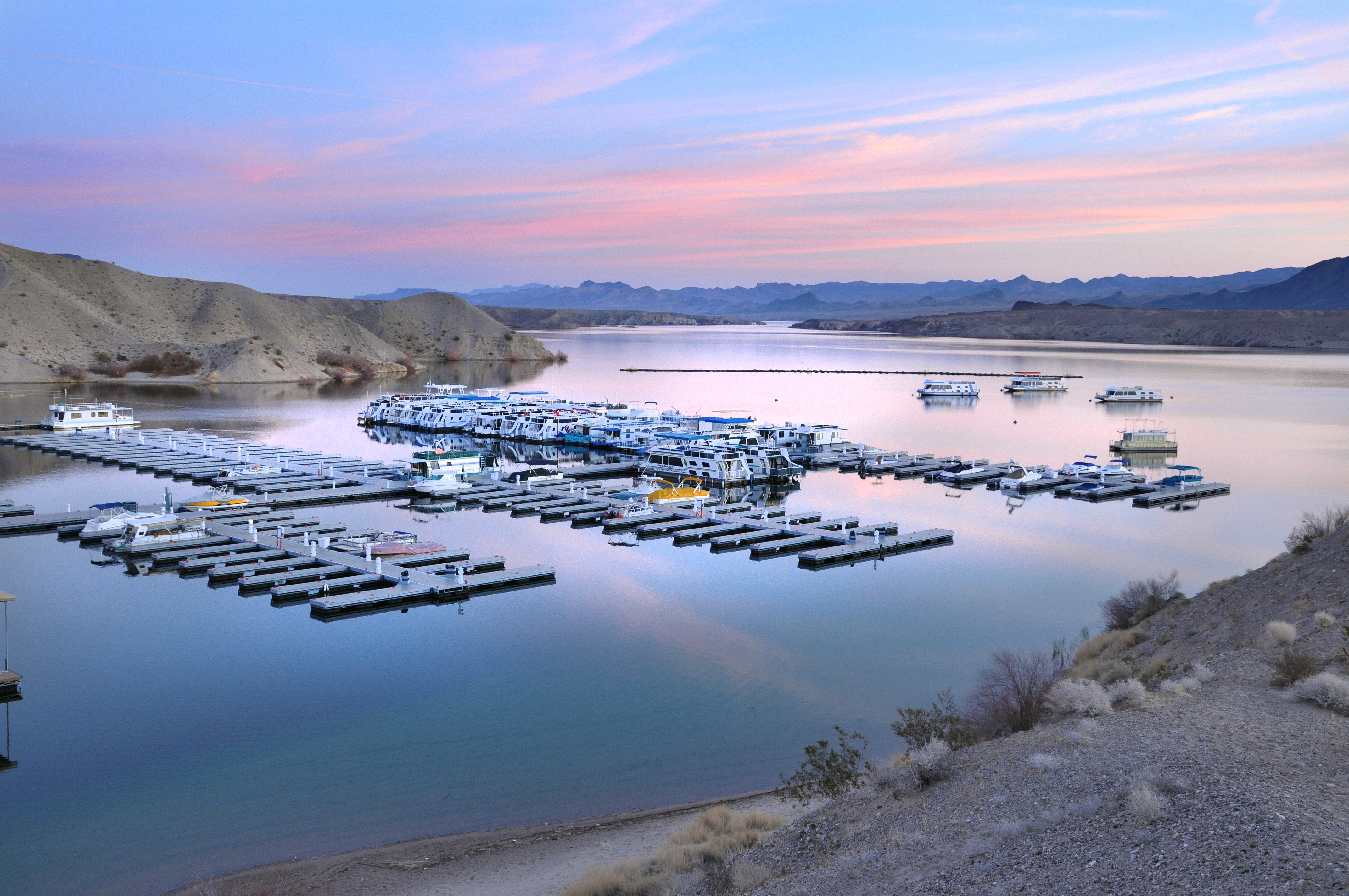

المنطقة الترفيهية هي نوع من المناطق المحمية المعينة في بعض الولايات القضائية. في الولايات المتحدة، تدير مناطق ترفيهية وطنية من قبل العديد من الوكالات المختلفة. وعادة ما لا تستوفي المبادئ التوجيهية الصارمة لتصبح حدائق وطنية .